# دنيس نولان
دنيس نولان (بالإنجليزية: Dennis Nolan)‏ هو سياسي أمريكي، ولد في 20 مارس 1961 في لاس فيغاس في الولايات المتحدة. حزبياً، نشط في الحزب الجمهوري. وقد انتخب عضو المجلس النيابي لولاية نيفادا.